# Světový pohár ve sportovním lezení 2018
Světový pohár ve sportovním lezení 2018 probíhal v 9 zemích, v lezení na obtížnost a v boulderingu proběhlo 7 závodů, v lezení na rychlost 8.
Zahájen byl 13.—14. dubna ve švýcarském Meiringenu prvním závodem světového poháru ve sportovním lezení disciplínou bouldering. Poslední závody světového poháru se uskutečnily v 17.—18. srpna v Mnichově (bouldering) a 27.—28. října v čínském Sia-menu (obtížnost a rychlost). Celkem proběhlo 14 (22) závodů pod patronátem IFSC, z toho 8 pořadatelských měst mělo zdvojené disciplíny.

## Přehledy závodů
| Kalendář závodů SP 2018 | Kalendář závodů SP 2018 | Kalendář závodů SP 2018 | Kalendář závodů SP 2018                                            | Kalendář závodů SP 2018 | Kalendář závodů SP 2018 | Kalendář závodů SP 2018 | Kalendář závodů SP 2018 | Kalendář závodů SP 2018 | Kalendář závodů SP 2018 |
| Datum                   | Místo                   | Země                    | Web                                                                | Počet závodníků         | Počet závodníků         | Počet závodníků         | Počet zemí              | Počet zemí              | Počet zemí              |
| Datum                   | Místo                   | Země                    | Web                                                                | obtížnost               | rychlost                | bouldering              | obtížnost               | rychlost                | bouldering              |
| ----------------------- | ----------------------- | ----------------------- | ------------------------------------------------------------------ | ----------------------- | ----------------------- | ----------------------- | ----------------------- | ----------------------- | ----------------------- |
| 13.-14. dubna           | Meiringen               | Švýcarsko               | mountainfestival.ch                                                | —                       | —                       | 109+99                  | —                       | —                       | 26+26                   |
| 21.-22. dubna           | Moskva                  | Rusko                   | c-f-r.ru                                                           | —                       | 75+68                   | 109+100                 | —                       | 19+16                   | 26+28                   |
| 5.-6. května            | Čchung-čching           | Čína                    | cmasports.sport.org.cn Archivováno 12. 1. 2016 na Wayback Machine. | —                       | 62+43                   | 83+47                   | —                       | 16+13                   | 24+20                   |
| 12.-13. května          | Tchaj-an                | Čína                    | cmasports.sport.org.cn                                             | —                       | 68+39                   | 93+47                   | —                       | 17+11                   | 24+19                   |
| 2.-3. června            | Hačiódži                | Japonsko                | jma-climbing.org                                                   | —                       | —                       | 91+68                   | —                       | —                       | 24+23                   |
| 8.-9. června            | Vail                    | USA                     |                                                                    | —                       | —                       | 91+58                   | —                       | —                       | 27+17                   |
| 6.-7. července          | Villars                 | Švýcarsko               |                                                                    | 91+64                   | X+X                     | —                       | X                       | X                       | —                       |
| 12.-13. července        | Chamonix                | Francie                 |                                                                    | 111+92                  | X+X                     | —                       | X                       | X                       | —                       |
| 28.-29. července        | Briançon                | Francie                 |                                                                    | 84+66                   | —                       | —                       | X                       | —                       | —                       |
| 25.-26. srpna           | Arco                    | Itálie                  |                                                                    | 95+76                   | X+X                     | —                       | X                       | X                       | —                       |
| 18.-19. srpna           | Mnichov                 | Německo                 |                                                                    | —                       | —                       | X+X                     | —                       | —                       | X                       |
| 29.-30. září            | Kranj                   | Slovinsko               |                                                                    | 61+47                   | —                       | —                       | X                       | —                       | —                       |
| 7.-8. října             | Wu-ťiang                | Čína                    | cmasports.sport.org.cn                                             | 34+35                   | X+X                     | —                       | X                       | X                       | —                       |
| 14.-15. října           | Sia-men                 | Čína                    | cmasports.sport.org.cn                                             | 32+35                   | X+X                     | —                       | X                       | X                       | —                       |
| Celkem                  | 14                      | 9                       | IFSC                                                               | (7)                     | (8)                     | (7)                     | x                       | x                       | x                       |

### Muži
| Výsledky SP v lezení na obtížnost 2018 (7-1) | Výsledky SP v lezení na obtížnost 2018 (7-1) | Výsledky SP v lezení na obtížnost 2018 (7-1) | Výsledky SP v lezení na obtížnost 2018 (7-1) | Výsledky SP v lezení na obtížnost 2018 (7-1) | Výsledky SP v lezení na obtížnost 2018 (7-1) | Výsledky SP v lezení na obtížnost 2018 (7-1) | Výsledky SP v lezení na obtížnost 2018 (7-1) | Výsledky SP v lezení na obtížnost 2018 (7-1) | Výsledky SP v lezení na obtížnost 2018 (7-1) | Výsledky SP v lezení na obtížnost 2018 (7-1) |
| Pořadí                                       | Jméno                                        | Země                                         | Body                                         | Sia-men                                      | Wu-ťiang                                     | Kranj                                        | Arco                                         | Briançon                                     | Chamonix                                     | Villars                                      |
| -------------------------------------------- | -------------------------------------------- | -------------------------------------------- | -------------------------------------------- | -------------------------------------------- | -------------------------------------------- | -------------------------------------------- | -------------------------------------------- | -------------------------------------------- | -------------------------------------------- | -------------------------------------------- |
| 1.                                           | Jakob Schubert                               | Rakousko                                     | 495                                          | 16. (20)                                     | 2. 80                                        | 2. 80                                        | 1. 100                                       | 4. 55                                        | 2. 80                                        | 1. 100                                       |
| 2.                                           | Stefano Ghisolfi                             | Itálie                                       | 466                                          | 2. 80                                        | 5. 51                                        | 1. 100                                       | 2. 80                                        | 5. (51)                                      | 1. 100                                       | 4. 55                                        |
| 3.                                           | Romain Desgranges                            | Francie                                      | 356                                          | 6. 47                                        | 1. 100                                       | 20. 12                                       | 9. 37                                        | 2. 80                                        | 27. (4)                                      | 2. 80                                        |
| 3.                                           | Domen Škofic                                 | Slovinsko                                    | 356                                          | 1. 100                                       | 19. (14)                                     | 12. 28                                       | 3. 65                                        | 3. 65                                        | 4. 55                                        | 7. 43                                        |
|                                              |                                              |                                              |                                              |                                              |                                              |                                              |                                              |                                              |                                              |                                              |
| 5.                                           | Min Hjon-pin                                 | Jižní Korea                                  | 251                                          | 3. 65                                        | 3. 65                                        | —                                            | 8. 40                                        | 17. 18                                       | 18. 16                                       | 6. 47                                        |
| 6.                                           | Alexander Megos                              | Německo                                      | 230                                          | —                                            | —                                            | —                                            | 12. 28                                       | 1. 100                                       | 3. 65                                        | 9. 37                                        |
| 7.                                           | Taisei Homma                                 | Japonsko                                     | 217                                          | 5. 51                                        | 8. 40                                        | 13. 26                                       | 52. 0                                        | 9. 37                                        | 7. 43                                        | 16. 20                                       |
| 8.                                           | Sascha Lehmann                               | Švýcarsko                                    | 206                                          | 8. 40                                        | 17. 18                                       | 25. (6)                                      | 6. 47                                        | 7. 43                                        | 8. 40                                        | 17. 18                                       |
| 9.                                           | Júki Hada                                    | Japonsko                                     | 192                                          | 7. 43                                        | 20. 12                                       | 7. 43                                        | 14. 24                                       | 12. 28                                       | 19. 14                                       | 8. 40                                        |
| 10.                                          | Francesco Vettorata                          | Itálie                                       | 168                                          | 15. 22                                       | 6. 47                                        | 6. 47                                        | 22. 9                                        | 20. 12                                       | 11. 31                                       | 36. 0                                        |
|                                              |                                              |                                              |                                              |                                              |                                              |                                              |                                              |                                              |                                              |                                              |
| 29.                                          | Jakub Konečný                                | Česko                                        | 62                                           | —                                            | —                                            | 18. 16                                       | 55. 0                                        | 22. 9                                        | 9. 37                                        | 59. 0                                        |
| 31.                                          | Adam Ondra                                   | Česko                                        | 55                                           | —                                            | —                                            | —                                            | 4. 55                                        | —                                            | —                                            | —                                            |
| 0.                                           | Vojtěch Trojan                               | Česko                                        | 0                                            | —                                            | —                                            | 45. 0                                        | 65. 0                                        | 67. 0                                        | 83. 0                                        | 67. 0                                        |
| 0.                                           | Tomáš Binter                                 | Česko                                        | 0                                            | —                                            | —                                            | 55. 0                                        | —                                            | 57. 0                                        | 100.-101. 0                                  | 84. 0                                        |
| 0.                                           | Potůček Šimon                                | Česko                                        | 0                                            | —                                            | —                                            | 58. 0                                        | —                                            | —                                            | —                                            | —                                            |
| 0.                                           | Potůček Štěpán                               | Česko                                        | 0                                            | —                                            | —                                            | 60. 0                                        | —                                            | —                                            | —                                            | —                                            |
| počet finalistů                              | počet finalistů                              | počet finalistů                              | počet finalistů                              | 8                                            | -                                            | 8                                            | 8                                            | 8                                            | 8                                            | 8                                            |
| počet semifinalistů                          | počet semifinalistů                          | počet semifinalistů                          | počet semifinalistů                          | 26                                           | 27                                           | 26                                           | 26                                           | 26                                           | 28                                           | 26                                           |
| bodovaných závodníků                         | bodovaných závodníků                         | bodovaných závodníků                         | 72                                           | 30                                           | 30                                           | 30                                           | 30                                           | 30                                           | 30                                           | 30                                           |
| počet závodníků                              | počet závodníků                              | počet závodníků                              | —                                            | 32                                           | 34                                           | 61                                           | 95                                           | 84                                           | 111                                          | 91                                           |

| Výsledky SP v lezení na rychlost 2018 (8-1) | Výsledky SP v lezení na rychlost 2018 (8-1) | Výsledky SP v lezení na rychlost 2018 (8-1) | Výsledky SP v lezení na rychlost 2018 (8-1) | Výsledky SP v lezení na rychlost 2018 (8-1) | Výsledky SP v lezení na rychlost 2018 (8-1) | Výsledky SP v lezení na rychlost 2018 (8-1) | Výsledky SP v lezení na rychlost 2018 (8-1) | Výsledky SP v lezení na rychlost 2018 (8-1) | Výsledky SP v lezení na rychlost 2018 (8-1) | Výsledky SP v lezení na rychlost 2018 (8-1) | Výsledky SP v lezení na rychlost 2018 (8-1) |
| Pořadí                                      | Jméno                                       | Země                                        | Body                                        | Sia-men                                     | Wu-ťiang                                    | Arco                                        | Chamonix                                    | Villars                                     | Tchaj-an                                    | Čchung-čching                               | Moskva                                      |
| ------------------------------------------- | ------------------------------------------- | ------------------------------------------- | ------------------------------------------- | ------------------------------------------- | ------------------------------------------- | ------------------------------------------- | ------------------------------------------- | ------------------------------------------- | ------------------------------------------- | ------------------------------------------- | ------------------------------------------- |
| 1.                                          | Bassa Mawem                                 | Francie                                     | 448                                         | 1. 100                                      | 9. 37                                       | 8. 40                                       | 3. 65                                       | 4. 55                                       | 1. 100                                      | 5. 51                                       | —                                           |
| 2.                                          | Danijil Boldyrev                            | Ukrajina                                    | 437                                         | 14. 24                                      | 8. 40                                       | 1. 100                                      | 1. 100                                      | 3. 65                                       | 7. 43                                       | 3. 65                                       | —                                           |
| 3.                                          | Dmitrij Timofejev                           | Rusko                                       | 429                                         | 4. 55                                       | 7. 43                                       | 4. 55                                       | 2. 80                                       | 11. 31                                      | 3. 65                                       | 1. 100                                      | 15. (22)                                    |
|                                             |                                             |                                             |                                             |                                             |                                             |                                             |                                             |                                             |                                             |                                             |                                             |
| 4.                                          | Reza Alipourshenazandifar                   | Írán                                        | 415                                         | 3. 65                                       | 3. 65                                       | 3. 65                                       | 9. 37                                       | 8. 40                                       | —                                           | 7. 43                                       | 1. 100                                      |
| 5.                                          | Alexandr Šilov                              | Rusko                                       | 358                                         | 13. 26                                      | 4. 55                                       | 2. 80                                       | 5. 51                                       | 2. 80                                       | 10. 34                                      | 10. 32                                      | 71.-75 0                                    |
| 6.                                          | Aspar Jaelolo                               | Indonésie                                   | 341                                         | 2. 80                                       | 1. 100                                      | —                                           | —                                           | —                                           | 4. 55                                       | 2. 80                                       | 13. 26                                      |
| 7.                                          | Alexandr Šikov                              | Rusko                                       | 289                                         | —                                           | 16. 20                                      | 9. 37                                       | 14. 24                                      | 1. 100                                      | 9. 37                                       | 6. 47                                       | 14. 24                                      |
| 8.                                          | Ludovico Fossali                            | Itálie                                      | 272                                         | 15. 22                                      | 2. 80                                       | 15. 22                                      | 6. 47                                       | 17. (18)                                    | 15. 22                                      | 10. 32                                      | 6. 47                                       |
| 9.                                          | JinXin Li                                   | Čína                                        | 254                                         | 7. 43                                       | 6. 47                                       | —                                           | 10. 34                                      | 6. 47                                       | 39. 0                                       | 4. 55                                       | 12. 28                                      |
| 10.                                         | Vladislav Deulin                            | Rusko                                       | 237                                         | 5. 52                                       | 13. 26                                      | 5. 51                                       | —                                           | —                                           | 21. 9                                       | 16. 20                                      | 2. 80                                       |
|                                             |                                             |                                             |                                             |                                             |                                             |                                             |                                             |                                             |                                             |                                             |                                             |
| 16.                                         | Jan Kříž                                    | Česko                                       | 166                                         | 17. 18                                      | 18. 16                                      | 7. 43                                       | 15. 22                                      | 18. 16                                      | —                                           | —                                           | 5. 51                                       |
| 0.                                          | Petr Burian                                 | Česko                                       | 0                                           | —                                           |                                             | 31. 0                                       | —                                           | —                                           | —                                           | —                                           | —                                           |
| 0.                                          | Matěj Burian                                | Česko                                       | 0                                           | —                                           |                                             | 57. 0                                       | —                                           | —                                           | —                                           | —                                           | —                                           |
| počet finalistů                             | počet finalistů                             | počet finalistů                             | počet finalistů                             | 4/8                                         | 4/8                                         | 4/8                                         | 4/8                                         | 4/8                                         | 4/8                                         | 4/8                                         | 4/8                                         |
| počet semifinalistů                         | počet semifinalistů                         | počet semifinalistů                         | počet semifinalistů                         | 16                                          | 16                                          | 16                                          | 16                                          | 16                                          | 16                                          | 16                                          | 16                                          |
| bodovaných závodníků                        | bodovaných závodníků                        | bodovaných závodníků                        | 46                                          | 30                                          | 30                                          | 30                                          | 30                                          | 30                                          | 30                                          | 30                                          | 30                                          |
| počet závodníků                             | počet závodníků                             | počet závodníků                             | —                                           | 35                                          | 36                                          | 72                                          | 83                                          | 68                                          | 68                                          | 62                                          | 75                                          |

| Výsledky SP v boulderingu 2018 (7-1) | Výsledky SP v boulderingu 2018 (7-1) | Výsledky SP v boulderingu 2018 (7-1) | Výsledky SP v boulderingu 2018 (7-1) | Výsledky SP v boulderingu 2018 (7-1) | Výsledky SP v boulderingu 2018 (7-1) | Výsledky SP v boulderingu 2018 (7-1) | Výsledky SP v boulderingu 2018 (7-1) | Výsledky SP v boulderingu 2018 (7-1) | Výsledky SP v boulderingu 2018 (7-1) | Výsledky SP v boulderingu 2018 (7-1) |
| Pořadí                               | Jméno                                | Země                                 | Body                                 | Mnichov                              | Vail                                 | Hačiódži                             | Tchaj-an                             | Čchung-čching                        | Moskva                               | Meiringen                            |
| ------------------------------------ | ------------------------------------ | ------------------------------------ | ------------------------------------ | ------------------------------------ | ------------------------------------ | ------------------------------------ | ------------------------------------ | ------------------------------------ | ------------------------------------ | ------------------------------------ |
| 1.                                   | Jernej Kruder                        | Slovinsko                            | 442                                  | 2. 80                                | 4. 55                                | 8. (38)                              | 2. 80                                | 6. 47                                | 2. 80                                | 1. 100                               |
| 2.                                   | Tomoa Narasaki                       | Japonsko                             | 400                                  | 9. 35                                | 3. 65                                | 2. 80                                | 8. 40                                | 11. (31)                             | 1. 100                               | 2. 80                                |
| 3.                                   | Rei Sugimoto                         | Japonsko                             | 334                                  | 8. 40                                | 1. 100                               | 3. 65                                | 4. 55                                | 12. (28)                             | 10. 34                               | 8. 40                                |
|                                      |                                      |                                      |                                      |                                      |                                      |                                      |                                      |                                      |                                      |                                      |
| 4.                                   | Alexej Rubcov                        | Rusko                                | 296                                  | 14. (23)                             | 9. 37                                | 5. 51                                | 12.-13. 27                           | 3. 65                                | 5. 51                                | 3. 65                                |
| 5.                                   | Gregor Vezonik                       | Slovinsko                            | 280                                  | 1. 100                               | 14. 24                               | 31.-32. 0                            | 3. 65                                | 13. 26                               | 3. 65                                | 51.-52. 0                            |
| 6.                                   | Kokoro Fudžii                        | Japonsko                             | 260                                  | 7. 43                                | 18. 16                               | 16. 20                               | 5. 51                                | 1. 100                               | 17. 18                               | 12. 28                               |
| 7.                                   | Čon Džong-won                        | Jižní Korea                          | 247                                  | —                                    | 7. 43                                | 4. 55                                | 6. 47                                | 4. 55                                | —                                    | 6. 47                                |
| 8.                                   | Tomoaki Takata                       | Japonsko                             | 218                                  | 17. 18                               | 6. 47                                | 11. 31                               | 10. 34                               | 25. 5                                | 9. 37                                | 5. 51                                |
| 9.-10.                               | Júdži Fudžiwaki                      | Japonsko                             | 207                                  | 5. 51                                | 8. 40                                | 13. 26                               | 11. 31                               | 15. 22                               | 28. (3)                              | 9. 37                                |
| 9.-10.                               | Jakob Schubert                       | Rakousko                             | 207                                  | 3. 65                                | —                                    | —                                    | 12. 27                               | 4. 55                                | 25. 5                                | 4. 55                                |
|                                      |                                      |                                      |                                      |                                      |                                      |                                      |                                      |                                      |                                      |                                      |
| 35.                                  | Martin Stráník                       | Česko                                | 28                                   | 51.-54. 0                            | 29.-30. 1                            | —                                    | —                                    | —                                    | 12.-13. 27                           | 73.-74. 0                            |
| 0.                                   | Štěpán Stráník                       | Česko                                | 0                                    | 95.-99. 0                            | 69.-70. 0                            | —                                    | —                                    | —                                    | 109. 0                               | 95.-97. 0                            |
| 0.                                   | Vojtěch Trojan                       | Česko                                | 0                                    | —                                    | —                                    | —                                    | —                                    | —                                    | —                                    | 85.-86. 0                            |
| 0.                                   | Jakub Jedlička                       | Česko                                | 0                                    | 125.-128                             | —                                    | —                                    | —                                    | —                                    | 88. 0                                | 103.-105. 0                          |
| 0.                                   | Jakub Konečný                        | Česko                                | 0                                    | —                                    | —                                    | —                                    | —                                    | —                                    | —                                    | 91.-92. 0                            |
| počet finalistů                      | počet finalistů                      | počet finalistů                      | počet finalistů                      | 6                                    | 6                                    | 6                                    | 6                                    | 6                                    | 6                                    | 7                                    |
| počet semifinalistů                  | počet semifinalistů                  | počet semifinalistů                  | počet semifinalistů                  | 20                                   | 20                                   | 20                                   | 20                                   | 20                                   | 21                                   | 20                                   |
| bodovaných závodníků                 | bodovaných závodníků                 | bodovaných závodníků                 | 66                                   | 30                                   | 30                                   | 30                                   | 30                                   | 30                                   | 30                                   | 31                                   |
| počet závodníků                      | počet závodníků                      | počet závodníků                      | —                                    | 128                                  | 91                                   | 91                                   | 93                                   | 83                                   | 109                                  | 109                                  |

### Ženy
| Výsledky SP v lezení na obtížnost 2018 (7-1) | Výsledky SP v lezení na obtížnost 2018 (7-1) | Výsledky SP v lezení na obtížnost 2018 (7-1) | Výsledky SP v lezení na obtížnost 2018 (7-1) | Výsledky SP v lezení na obtížnost 2018 (7-1) | Výsledky SP v lezení na obtížnost 2018 (7-1) | Výsledky SP v lezení na obtížnost 2018 (7-1) | Výsledky SP v lezení na obtížnost 2018 (7-1) | Výsledky SP v lezení na obtížnost 2018 (7-1) | Výsledky SP v lezení na obtížnost 2018 (7-1) | Výsledky SP v lezení na obtížnost 2018 (7-1) |
| Pořadí                                       | Jméno                                        | Země                                         | Body                                         | Sia-men                                      | Wu-ťiang                                     | Kranj                                        | Arco                                         | Briançon                                     | Chamonix                                     | Villars                                      |
| -------------------------------------------- | -------------------------------------------- | -------------------------------------------- | -------------------------------------------- | -------------------------------------------- | -------------------------------------------- | -------------------------------------------- | -------------------------------------------- | -------------------------------------------- | -------------------------------------------- | -------------------------------------------- |
| 1.                                           | Janja Garnbret                               | Slovinsko                                    | 550                                          | 2. 80                                        | 1. 100                                       | 2. 80                                        | 1. 100                                       | 1. 100                                       | 2. (80)                                      | 1. 100                                       |
| 2.                                           | Jessica Pilz                                 | Rakousko                                     | 505                                          | 1. 100                                       | 3. 65                                        | 4. (55)                                      | 2. 80                                        | 2. 80                                        | 1. 100                                       | 2. 80                                        |
| 3.                                           | Kim Ča-in                                    | Jižní Korea                                  | 354                                          | 10. 34                                       | 1. 100                                       | 1. 100                                       | —                                            | —                                            | 3. 65                                        | 3. 65                                        |
|                                              |                                              |                                              |                                              |                                              |                                              |                                              |                                              |                                              |                                              |                                              |
| 4.                                           | Manon Hily                                   | Francie                                      | 238                                          | 14. (24)                                     | 8. 40                                        | 11. 31                                       | 6. 47                                        | 11. 31                                       | 10. 34                                       | 4. 55                                        |
| 5.                                           | Mei Kotake                                   | Japonsko                                     | 228                                          | 5. 51                                        | 13. 26                                       | 9. 37                                        | 16. 20                                       | —                                            | 5. 51                                        | 7. 43                                        |
| 6.                                           | Tjasa Kalan                                  | Slovinsko                                    | 224                                          | 7. 43                                        | 6. 45                                        | 12. 28                                       | 9. 37                                        | 28. (3)                                      | 9. 37                                        | 9.-11. 34                                    |
| 7.                                           | Hannah Schubert                              | Rakousko                                     | 219                                          | 11. 31                                       | 9. 37                                        | 3. 65                                        | 19. (14)                                     | 13. 26                                       | 8. 40                                        | 16. 20                                       |
| 8.                                           | Mina Markovič                                | Slovinsko                                    | 214                                          | 6. 47                                        | 22. (9)                                      | 8. 40                                        | 10. 34                                       | 5. 51                                        | 12. 28                                       | 19. 14                                       |
| 8.                                           | Akijo Noguči                                 | USA                                          | 214                                          | 3. 65                                        | 4. 55                                        | —                                            | —                                            | —                                            | 7. 43                                        | 5. 51                                        |
| 10.                                          | Mia Krampl                                   | Belgie                                       | 211                                          | 4. 55                                        | 6. 45                                        | 10. 34                                       | —                                            | 7. 43                                        | 21. 10                                       | 14. 24                                       |
|                                              |                                              |                                              |                                              |                                              |                                              |                                              |                                              |                                              |                                              |                                              |
| 52.                                          | Iva Vejmolová                                | Česko                                        | 9                                            | —                                            | —                                            | 22. 9                                        | —                                            | —                                            | —                                            | —                                            |
| 0.                                           | Eliška Adamovská                             | Česko                                        | 0                                            | —                                            | —                                            | 31.-32. 0                                    | —                                            | —                                            | 44.-46. 0                                    | —                                            |
| 0.                                           | Lenka Slezáková                              | Česko                                        | 0                                            | —                                            | —                                            | 39. 0                                        | —                                            | —                                            | —                                            | —                                            |
| 0.                                           | Eliška Novotná                               | Česko                                        | 0                                            | —                                            | —                                            | 40. 0                                        | —                                            | —                                            | 74. 0                                        | —                                            |
| 0.                                           | Sabina Večeřová                              | Česko                                        | 0                                            | —                                            | —                                            | 45. 0                                        | —                                            | —                                            | —                                            | —                                            |
| počet finalistek                             | počet finalistek                             | počet finalistek                             | počet finalistek                             | 8                                            | -                                            | 8                                            | 8                                            | 8                                            | 8                                            | 8                                            |
| počet semifinalistek                         | počet semifinalistek                         | počet semifinalistek                         | počet semifinalistek                         | 26                                           | 26                                           | 26                                           | 26                                           | 26                                           | 26                                           | 27                                           |
| bodovaných závodnic                          | bodovaných závodnic                          | bodovaných závodnic                          | 73                                           | 30                                           | 30                                           | 30                                           | 33                                           | 30                                           | 30                                           | 30                                           |
| počet závodnic                               | počet závodnic                               | počet závodnic                               | —                                            | 35                                           | 35                                           | 47                                           | 76                                           | 66                                           | 92                                           | 64                                           |

| Výsledky SP v lezení na rychlost 2018 (8-1) | Výsledky SP v lezení na rychlost 2018 (8-1) | Výsledky SP v lezení na rychlost 2018 (8-1) | Výsledky SP v lezení na rychlost 2018 (8-1) | Výsledky SP v lezení na rychlost 2018 (8-1) | Výsledky SP v lezení na rychlost 2018 (8-1) | Výsledky SP v lezení na rychlost 2018 (8-1) | Výsledky SP v lezení na rychlost 2018 (8-1) | Výsledky SP v lezení na rychlost 2018 (8-1) | Výsledky SP v lezení na rychlost 2018 (8-1) | Výsledky SP v lezení na rychlost 2018 (8-1) | Výsledky SP v lezení na rychlost 2018 (8-1) |
| Pořadí                                      | Jméno                                       | Země                                        | Body                                        | Sia-men                                     | Wu-ťiang                                    | Arco                                        | Chamonix                                    | Villars                                     | Tchaj-an                                    | Čchung-čching                               | Moskva                                      |
| ------------------------------------------- | ------------------------------------------- | ------------------------------------------- | ------------------------------------------- | ------------------------------------------- | ------------------------------------------- | ------------------------------------------- | ------------------------------------------- | ------------------------------------------- | ------------------------------------------- | ------------------------------------------- | ------------------------------------------- |
| 1.                                          | Anouck Jaubert                              | Francie                                     | 436                                         |                                             |                                             | 3. 65                                       | 11. 31                                      | 1. 100                                      | 1. 100                                      | 8. 40                                       | 1. 100                                      |
| 2.                                          | Marija Krasavinová                          | Rusko                                       | 341                                         |                                             |                                             | 2. 80                                       | 3. 65                                       | 3. 65                                       | 7. 43                                       | 9. 37                                       | 5. 51                                       |
| 3.                                          | Julija Kaplinová                            | Rusko                                       | 289                                         |                                             |                                             | 1. 100                                      | 13. 26                                      | 7. 43                                       | 16. 20                                      | 16. 20                                      | 2. 80                                       |
|                                             |                                             |                                             |                                             |                                             |                                             |                                             |                                             |                                             |                                             |                                             |                                             |
| 4.                                          | Jelena Timofejevová                         | Rusko                                       | 247                                         |                                             |                                             | 8. 40                                       | 16. 20                                      | 17.                                         | 14. 24                                      | 2. 80                                       | 3. 65                                       |
| 5.                                          | Anna Cyganovová                             | Rusko                                       | 225                                         |                                             |                                             | —                                           | 2. 80                                       | —                                           | 6. 47                                       | 4. 55                                       | 7. 43                                       |
| 6.                                          | Anna Brożek                                 | Polsko                                      | 222                                         |                                             |                                             | 5. 51                                       | 7. 43                                       | 5. 51                                       | 4. 55                                       | 15. 22                                      | 34. 0                                       |
| 7.                                          | Aries Susanti Rahayu                        | Indonésie                                   | 220                                         |                                             |                                             | —                                           | —                                           | —                                           | 3. 65                                       | 1. 100                                      | 4. 55                                       |
| 8.                                          | Jelena Remizovová                           | Rusko                                       | 207                                         |                                             |                                             | 20. 12                                      | 6. 47                                       | 8. 40                                       | 9. 37                                       | 6. 47                                       | 14. 24                                      |
| 9.                                          | Victoire Andrier                            | Francie                                     | 195                                         |                                             |                                             | 13. 26                                      | 14. 24                                      | 2. 80                                       | 15. 22                                      | 11. 31                                      | 20. 12                                      |
| 10.                                         | Aurelia Sarisson                            | Francie                                     | 154                                         |                                             |                                             |                                             | 4. 55                                       | 15. 2                                       | 5. 51                                       |                                             | 13. 26                                      |
|                                             |                                             |                                             |                                             |                                             |                                             |                                             |                                             |                                             |                                             |                                             |                                             |
| 66.-69.                                     | Hana Křížová                                | Česko                                       | 1                                           |                                             |                                             | 31. 0                                       | 43. 0                                       | 30. 1                                       | —                                           | —                                           | —                                           |
| 0.                                          | Denisa Mercová                              | Česko                                       | 0                                           |                                             |                                             | 40. 0                                       | —                                           | —                                           | —                                           | —                                           | —                                           |
| počet finalistek                            | počet finalistek                            | počet finalistek                            | počet finalistek                            |                                             |                                             | 4/8                                         | 4/8                                         | 4/8                                         | 4/8                                         | 4/8                                         | 4/8                                         |
| počet semifinalistek                        | počet semifinalistek                        | počet semifinalistek                        | počet semifinalistek                        |                                             |                                             | 16                                          | 16                                          | 16                                          | 16                                          | 16                                          | 16                                          |
| bodovaných závodnic                         | bodovaných závodnic                         | bodovaných závodnic                         | 69                                          |                                             |                                             | 30                                          | 30                                          | 30                                          | 30                                          | 30                                          | 30                                          |
| počet závodnic                              | počet závodnic                              | počet závodnic                              | —                                           |                                             |                                             | 50                                          | 62                                          | 53                                          | 39                                          | 43                                          | 68                                          |

| Výsledky SP v boulderingu 2018 (7-1) | Výsledky SP v boulderingu 2018 (7-1) | Výsledky SP v boulderingu 2018 (7-1) | Výsledky SP v boulderingu 2018 (7-1) | Výsledky SP v boulderingu 2018 (7-1) | Výsledky SP v boulderingu 2018 (7-1) | Výsledky SP v boulderingu 2018 (7-1) | Výsledky SP v boulderingu 2018 (7-1) | Výsledky SP v boulderingu 2018 (7-1) | Výsledky SP v boulderingu 2018 (7-1) | Výsledky SP v boulderingu 2018 (7-1) |
| Pořadí                               | Jméno                                | Země                                 | Body                                 | Mnichov                              | Vail                                 | Hačiódži                             | Tchaj-an                             | Čchung-čching                        | Moskva                               | Meiringen                            |
| ------------------------------------ | ------------------------------------ | ------------------------------------ | ------------------------------------ | ------------------------------------ | ------------------------------------ | ------------------------------------ | ------------------------------------ | ------------------------------------ | ------------------------------------ | ------------------------------------ |
| 1.                                   | Miho Nonaka                          | Japonsko                             | 500                                  | 2. 80                                | 2. 80                                | 2. 80                                | 2. 80                                | 2. 80                                | 2. (80)                              | 1. 100                               |
| 2.                                   | Akijo Noguči                         | Japonsko                             | 495                                  | 3. 65                                | 3. 65                                | 1. 100                               | 1. 100                               | 1. 100                               | 3. 65                                | 3. (65)                              |
| 3.                                   | Fanny Gibert                         | Francie                              | 320                                  | 4. 55                                | 4. 55                                | 7. 43                                | 3. 65                                | 8. (40)                              | 5. 51                                | 5. 51                                |
|                                      |                                      |                                      |                                      |                                      |                                      |                                      |                                      |                                      |                                      |                                      |
| 4.                                   | Janja Garnbret                       | Slovinsko                            | 280                                  | 1. 100                               | —                                    | —                                    | —                                    | —                                    | 1. 100                               | 2. 80                                |
| 5.                                   | Katja Kadič                          | Slovinsko                            | 246                                  | 5. 51                                | 23.-24. (7)                          | 11. 31                               | 7. 43                                | 6. 47                                | 10. 34                               | 8. 40                                |
| 6.                                   | Staša Gejo                           | Srbsko                               | 222                                  | 31.-32. 0                            | —                                    | 4. 55                                | 4. 55                                | 3. 65                                | 15. 22                               | 13. 25                               |
| 7.                                   | Jekatěrina Kiprijanovová             | Rusko                                | 210                                  | 6. 47                                | —                                    | 3. 65                                | 10. 34                               | 4. 55                                | 21. 9                                | —                                    |
| 8.                                   | Futaba Itó                           | Jižní Korea                          | 179                                  | 7. 43                                | —                                    | 6. 47                                | 13. 26                               | 16. 20                               | 8. 40                                | 27. 3                                |
| 9.                                   | Shauna Coxsey                        | Spojené království                   | 174                                  | —                                    | 7. 43                                | 9. 37                                | —                                    | —                                    | 6. 47                                | 6. 47                                |
| 10.                                  | Alma Bestvaterová                    | Německo                              | 168                                  | 12.28                                | 6. 47                                | 5. 51                                | 23. 7                                | 12. 28                               | 23. 7                                | 63-66. 0                             |
|                                      |                                      |                                      |                                      |                                      |                                      |                                      |                                      |                                      |                                      |                                      |
| 0.                                   | Karina Bílková                       | Česko                                | 0                                    | 67.-68. 0                            | —                                    | —                                    | —                                    | —                                    | 86. 0                                | —                                    |
| 0.                                   | Daniela Kotrbová                     | Česko                                | 0                                    | 93.-95                               | —                                    | —                                    | —                                    | —                                    | 91. 0                                | —                                    |
| počet finalistek                     | počet finalistek                     | počet finalistek                     | počet finalistek                     | 6                                    | 6                                    | 6                                    | 6                                    | 6                                    | 6                                    | 6                                    |
| počet semifinalistek                 | počet semifinalistek                 | počet semifinalistek                 | počet semifinalistek                 | 20                                   | 20                                   | 20                                   | 20                                   | 20                                   | 20                                   | 20                                   |
| bodovaných závodnic                  | bodovaných závodnic                  | bodovaných závodnic                  | 77                                   | 30                                   | 30                                   | 30                                   | 30                                   | 30                                   | 30                                   | 30                                   |
| počet závodnic                       | počet závodnic                       | počet závodnic                       | —                                    | 102                                  | 58                                   | 68                                   | 47                                   | 47                                   | 100                                  | 99                                   |

## Nejrychlejší časy závodníků
| Moskva        | Reza Alipourshenazandifar | 5.71 | finále      | Anouck Jaubert       | 7.32 | finále |
| Čchung-čching | Dmitrij Timofejev         | 5.69 | finále      | Aries Susanti Rahayu | 7.51 | finále |
| Tchaj-an      | Bassa Mawem               | 5.61 | finále      | Anouck Jaubert       | 7.62 | finále |
| Villars       | Bassa Mawem               | 5.80 | kvalifikace |                      |      |        |
| Chamonix      | Bassa Mawem               | 5.63 | finále      | Aleksandra Rudzińska | 7.47 | finále |
| Arco          | Danijil Boldyrev          | 5.58 | finále      | Julija Kaplinová     | 7.41 | finále |
| Wu-ťiang      |                           |      |             |                      |      |        |
| Sia-men       |                           |      |             |                      |      |        |

## Galerie

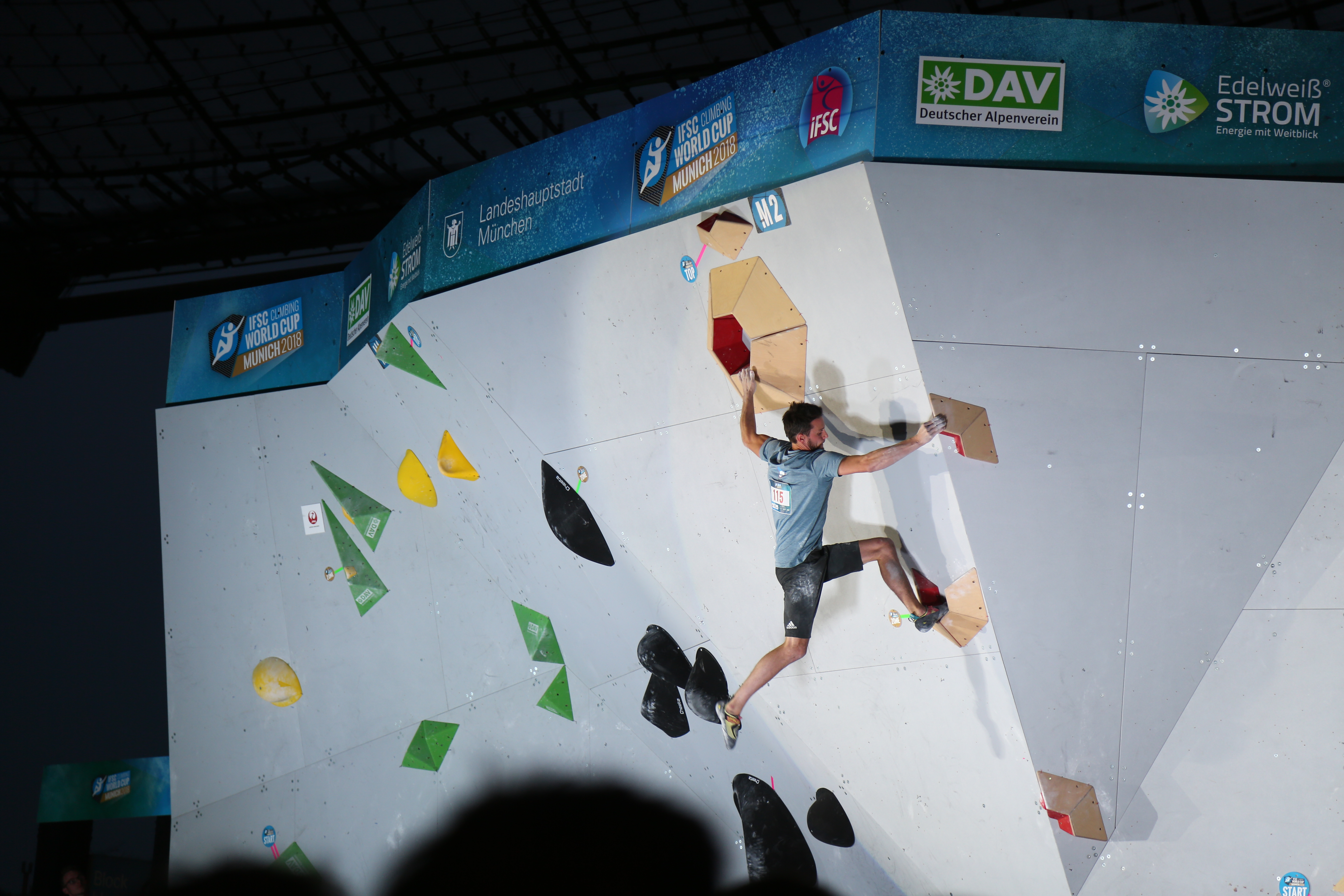
celkový vítěz v boulderingu v Mnichově: Jernej Kruder
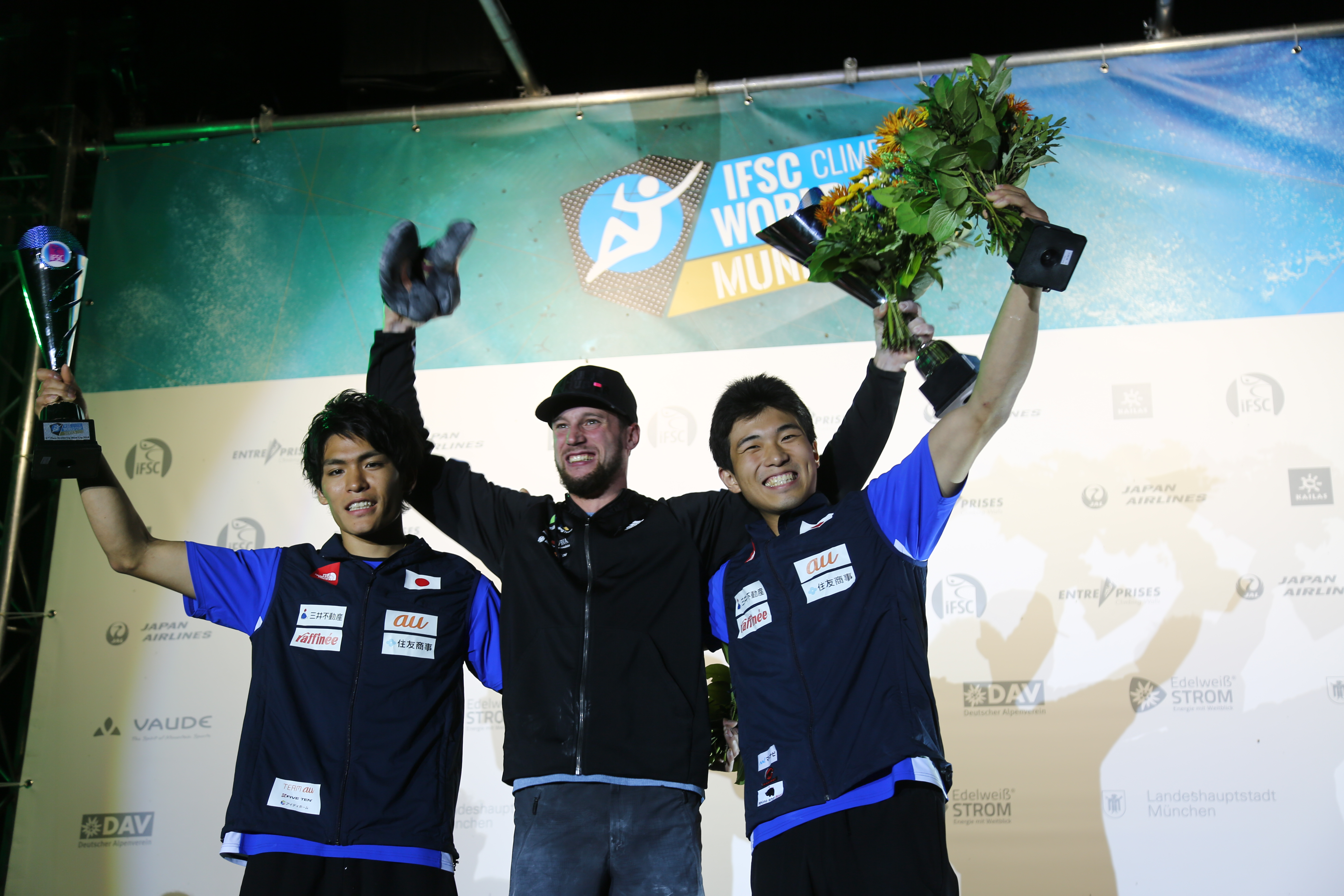
celkoví vítězové v boulderingu v Mnichově: 2. Tomoa Narasaki, 1. Jernej Kruder a 3. Rei Sugimoto
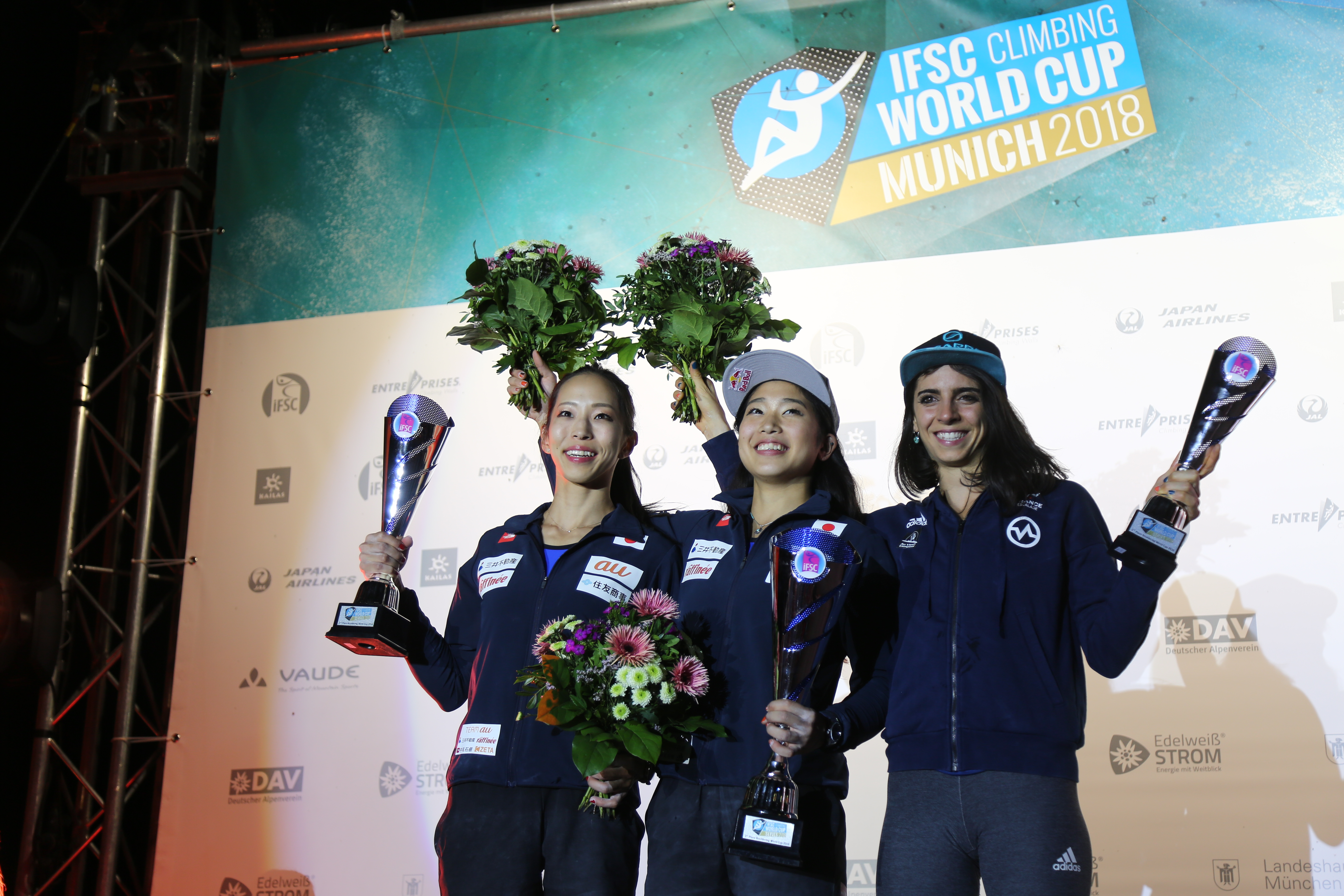
celkové vítězky v boulderingu v Mnichově: 2. Akijo Noguči, 1. Miho Nonaka  a 3. Fanny Gibert
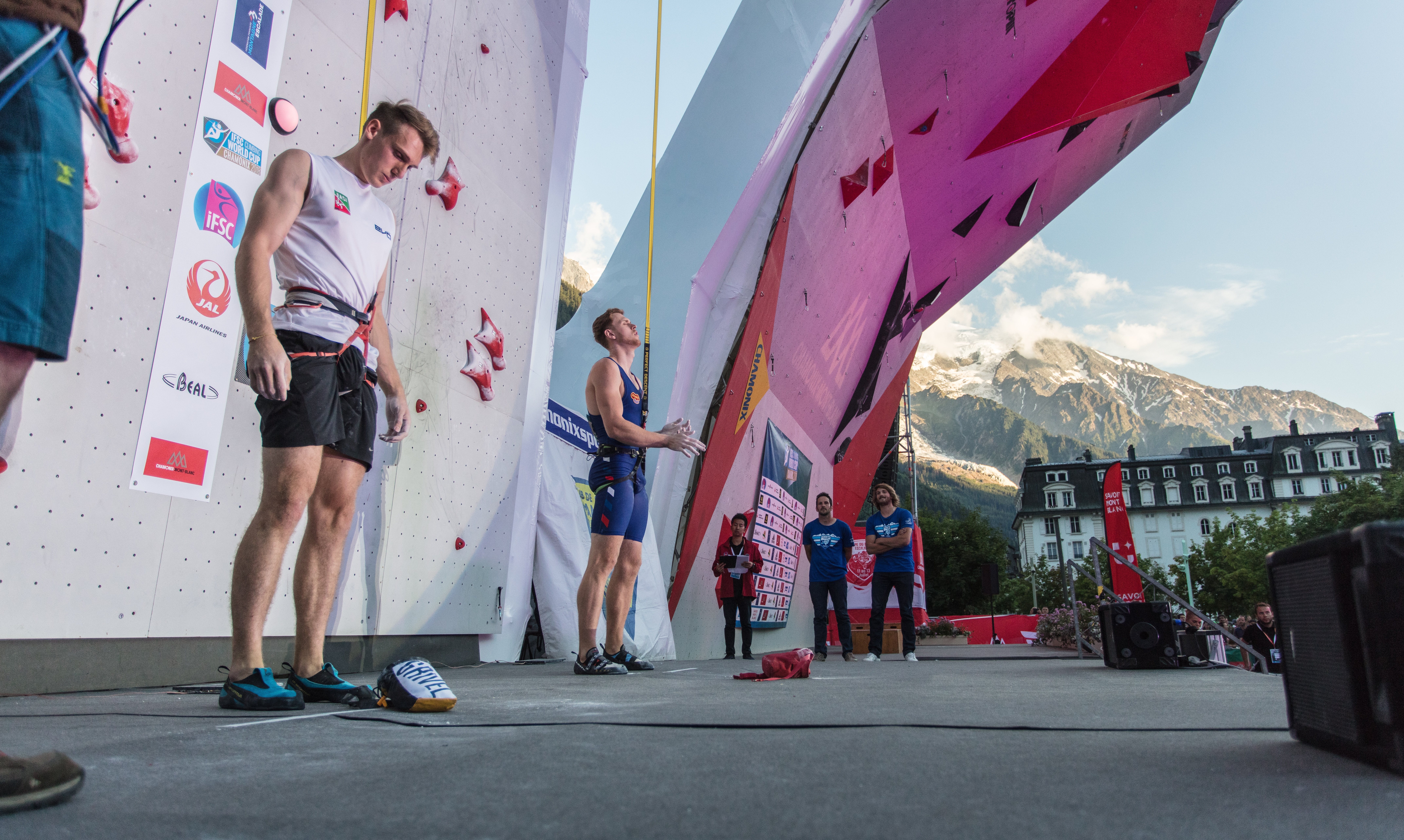
Ludovico Fossali (ITA) a Jan Kříž (CZE) na startu při lezení na rychlost v Chamonix